# Astrel Rolland
Pour les articles homonymes, voir Rolland.
Astrel Rolland, né en 1899 et mort à une date inconnue, est un tireur sportif haïtien. Il remporte la première médaille de l'histoire d'Haïti aux Jeux olympiques.

## Palmarès
- Médaille de bronze olympique en carabine libre par équipes en 1924[1].